# Винокуренный завод И. П. Ерофеева
Винокуренный завод И. П. Ерофеева — комплекс зданий бывшего винного завода, построенного в 1867 году в Каинске (современный Куйбышев Новосибирской области). Памятник архитектуры регионального значения.

## История
По данным куйбышевского сторожила М. И. Аргентовой, предприятие было построено в 1867 году. Официально завод назывался «Новотроицким № 32 винокуренным заводом торгового дома «Бр. Ерофеевы».
Предприятие построил каинский купец I гильдии Венедикт Петрович Ерофеев, один из крупнейших сибирских предпринимателей на тот период.
При заводе находились хлебный склад, запасное, ректификационное, дрожжевое и прочие отделения. В 1889 году на предприятии впервые в Томской губернии произвели опыт по ректификации спирта. В 1903 году число заводских сотрудников составляло 200 человек, а сумма производства на предприятии — 85 000 рублей.
Сначала предприятие располагалось в двух верстах от Каинска, но впоследствии вошло в границы города.

## Описание
Заводская территория обнесена современным кирпичным ограждением и находится между Омской улицей и излучиной Оми.
Высотная доминанта комплекса — производственное здание из кирпича. В противоположной части двора торцом к нему обращён выполненный из кирпича склад для хранения спирта. Деревянные амбары с навесами для хранения зерна, находившиеся ранее вдоль юго-восточной стены, не сохранились. В центре участка комплекса находится большой двор.

### Производственное здание
Г-образное в плане производственное здание состоит из объёмов разной высоты, его главный юго-западный фасад выходит на центральный двор, а северо-восточный дворовый обращён к реке Оми.
К основному в плане прямоугольному объёму со стороны северо-запада примыкает более низкий двусветный объём из кирпича. Ещё одна часть здания — одноэтажный объём склада. Крыши объёмов двускатные стропильной конструкции. Под зданием размещён подвал.
Основной и средний объёмы завершаются щипцами, образующими для всего здания своеобразную силуэтную линию.
Каждый объём со стороны главного фасада композиционно симметричен. При оформлении фасадов всех объёмов использованы однотипные элементы.
Кирпичные карнизы делят основной объём на три части. В декоре нижнего карниза использован «кирпич на ребро», а верхний поддерживается ступенчатыми кронштейнами. Аналогичные мотивы присутствуют и в карнизе щипца. Над оконными проёмами первого яруса проходит фигурная тяга.
Оконные проёмы в каждой части различаются формой и размерами: арочные окна первого этажа обрамлены архивольтом с замковым камнем, а во втором ярусе основного корпуса они прямоугольные и лучкового завершения; фасады складской части и среднего объёма имеют круглые окна с плоским обрамлением.
На стенах размещены плоские лопатки, на стенах повышенного объёма — плоские арочные впадины. Карнизы украшены тягами с «сухариками».
Поперечные капитальные стены разделяют основной объём и складскую часть на три разных по площади прямоугольных помещения. Меньшая двухэтажная часть в основном объёме выходит на главный фасад, два других помещения, бо́льших по площади, — двусветные. Повышенный объём складской части также с двусветным помещением. Внутри здания стены отделаны штукатуркой и побелены. Пол помещений на первом этаже разного уровня.
Габариты в плане основного объёма — 18,0 × 32,0 м, складского помещения — 33,0 × 15 м.

### Склад для хранения спирта
Северо-восточный торцевой фасад двуэтажного кирпичного склада ориентирован на центральный двор. Со стороны северо-восточного фасада прямоугольного двухэтажного основного объёма с двускатной крышей из металла находится одноэтажная пристройка, также завершённая двускатной крышей, а со стороны северо-западного фасада — одноэтажный тамбур, покрытый односкатной крышей.
Стены склада выложены из кирпича размером 26 × 13 × 7 см и выбелены.
В более поздний период к юго-западному фасаду сооружения пристроили двухэтажный объём.
Фасады композиционно асимметричны. Торцевые завершаются ступенчатыми фронтонами. Кроме того, таким же фронтоном отмечено местонахождение поперечной стены внутри здания.
Редкие небольшие окна лучкового завершения с замковым камнем окаймлены наличниками в виде простых рамок. Поверх нижнего ряда окон тянется карниз с сухариками. Композицию фасада завершают фриз с карнизом.
Углы постройки декорированы лопатками. Аналогичные лопатки с внешней стороны проходят по месту нахождения внутренней стены и делят на две неравные части продольные фасады.
Торцы внутренних связей из металла обозначены металлическими розетками на стенах снаружи.
Вход в складские помещения организован через тамбур, но для дополнительного помещения предусмотрен отдельный вход. Поперечная кирпичная стена с широкой аркой разделяет внутреннее пространство на две разновеликие части.
Пол в обоих помещениях цементный, стены выбелены, а окна со ступенчатыми подоконниками.
Сохранились старые цистерны для хранения спирта, сделанные из листовой стали. На них уцелели оригинальные таблички с обозначением вместимости. Цистерны стоят на кирпичных основаниях, сверху которых размещены брусья и досочный настил. В районе второго света организован балкон-галерея.
Габаритные размеры основного объёма — 25,0 × 9,0 м.